# Relicanthus daphneae
Relicanthus daphneae es una especie de cnidario de la subclase Hexacorallia. Vive en las proximidades de la dorsal del Pacífico Oriental entre 2400 y 2650 metros de profundidad. Fue descrita en 2006 dentro del orden Actinaria, pero en 2014 fue clasificado en un orden indeterminado.